# Эгелунд, Элен
Эле́н Э́гелунд (дат. Helene Egelund; 15 февраля 1965, Дания) — датская актриса.

## Биография
Элен Эгелунд родилась 15 февраля 1965 года в Дании. У неё есть брат — актёр и мультипликатор Миккел Эгелунд.
У неё нет актёрского образования. На телевидении она снялась в сериалах «Деревня», «Такси» и «Глава первая». Кроме того, она снялась в 8-10 датских фильмах, она также сыграла в нескольких шведских фильмов и сериалах, так как она свободно говорит на шведском.
Также озвучивает аудиокниги.

## Избранная фильмография
| Год  |   | Русское название | Оригинальное название | Роль          |
| ---- | - | ---------------- | --------------------- | ------------- |
| 2007 | с | Убийство         | Forbrydelsen          | Лисбет Хансон |